# 晴空萬里
《晴空萬里》（晴々）是可苦可樂的第6張數位單曲。於2018年9月17日由Warner Music Japan發售。

## 簡介
紀念出道20周年所作的歌曲。部分歌詞為可苦可樂以往所作歌曲的曲名和歌詞。

## 收錄曲
- 作詞・作曲：小淵健太郎　編曲：可苦可樂

1. 晴空萬里（晴々）

## 外部連結
- 晴空萬里 （页面存档备份，存于）